# Restaurant Madrid-Barcelona
El Restaurant Madrid-Barcelona és un restaurant de la ciutat de Barcelona. L'edifici és una obra inclosa a l'Inventari del Patrimoni Arquitectònic de Catalunya.

## Descripció
Local situat a la planta baixa de l'edifici afrontat al carrer Aragó número 282. A l'exterior, el restaurant només disposa d'una obertura formada per un frontis aplacat que envolta la obertura i agrupa els dos portals originals units per l'estintolament de l'agulla. El sòcol és de marbre negre vetejat amb blanc amb una motllura superior semicircular. Sobre l'obertura, al nivell de la llinda, un rètol anuncia el nom del restaurant dibuixat amb bombetes incandescents. Una vora perimetral de marbre blanc uneix tot el conjunt.
Pel que fa a l'interior de l'establiment, destaca l'entresolat amb un balcó circular a l'esquerra i l'escala d'accés a la dreta. S'han conservat altres elements de la decoració de l'època original com és el marbre bicolor i el boteller de fusta del darrere amb els tubs d'un orgue decoratiu sobre la cornisa de planta ondulada, la motllura de la claraboia, les pillastres, el fris del cel ras o la barana de l'entresolat i de l'escala.

## Història
El nom del restaurant procedeix del baixador que hi havia al carrer Aragó on hi circulaven els trens que feien el recorregut de Madrid a Barcelona. El restaurant es va inaugurar el 1929 amb motiu de l'Exposició Internacional i va continuar amb aquest nom, tot i que l'estació exterior es va desmuntar el 1960. L'edifici on es troba el restaurant era l'hotel Terminus, inaugurat el 1903, com un dels hotels més moderns de l'època. L'edifici (datat del 1878) va ser reformat per Josep Puig i Cadafalch el 1902, que va afegir-hi una planta i un soterrani.